# Cestrum glabrescens
Cestrum glabrescens là loài thực vật có hoa trong họ Cà. Loài này được (Morton) Steyerm. & Maguire mô tả khoa học đầu tiên năm 1967.